# Lijst van beelden in Cranendonck
Dit is een (onvolledige) chronologische lijst van beelden in Cranendonck. Onder een beeld wordt hier verstaan elk driedimensionaal kunstwerk in de openbare ruimte van de Nederlandse gemeente Cranendonck, waarbij beeld wordt gebruikt als verzamelbegrip voor sculpturen, standbeelden, installaties, gedenktekens en overige beeldhouwwerken.
Voor een volledig overzicht van de beschikbare afbeeldingen zie: Beelden in Cranendonck op Wikimedia Commons.

## Cranendonck
| Geplaatst             | Omschrijving                        | Kunstenaar                                          | Straat                                       | Plaats         | Materiaal                | Afbeelding |
| --------------------- | ----------------------------------- | --------------------------------------------------- | -------------------------------------------- | -------------- | ------------------------ | ---------- |
| 1930                  | Heilig Hartbeeld (Budel)            | Jan Custers                                         | Kerkstraat/Kloosterdreef                     | Budel          |                          |            |
| 1930 / 1990 (Replica) | Kruisbeeld                          |                                                     | Nieuwstraat/W. de Zwijgerstraat              | Budel          |                          |            |
| 1945                  | Monument gebroeders Looymans        | Sjang van Leeuwen                                   | Loozerheide                                  | Budel-Dorplein |                          |            |
| 1946                  | Dr Antonius Mathijsen               | Kees Smout                                          | Beatrixplantsoen                             | Budel          |                          |            |
| 1946                  | Heilig Hartbeeld (Soerendonk)       | Victor Sprenkels                                    | Heilig Hartplein                             | Soerendonk     |                          |            |
| 1949                  | Grafmonument Kerkplein              | Cor van Geleuken                                    | Kerkplein                                    | Budel-Dorplein |                          |            |
| 1949                  | Verzetsmonument (Vrouw met duif)    |                                                     | Kerkplein                                    | Budel-Dorplein |                          |            |
| 1952 / 1986 (replica) | Grensmonument                       | Joep Thissen                                        | Geuzendijk                                   | Budel          |                          |            |
|                       | Heilig Hartbeeld (Budel-Dorplein)   |                                                     | Kerkplein                                    | Budel-Dorplein |                          |            |
| 1955                  | Mariabeeld                          | Karel Lücker                                        | Molenheide                                   | Soerendonk     |                          |            |
| 1961                  | Herdenkingskapel                    | Ir. van Ham                                         | Willem de Zwijgerlaan                        | Budel          |                          |            |
| 1973                  | Uilen                               | Piet Schoenmakers                                   | Stormgat                                     | Gastel         | Steengoed, zoutverglaasd |            |
| 1973                  | Collage met spinnen, enzandlopers   | Piet Schoenmakers                                   | De Korenbloem                                | Budel          |                          |            |
| Ca 1976               | De Ring                             | Harry Storms                                        | Kijkakkers                                   | Maarheeze      |                          |            |
| Ca 1976               | De Dans                             | Harry Storms                                        | Het Hagelkruis                               | Maarheeze      |                          |            |
| 1985                  | Ontsnappingsmonument                | A. van Hal                                          | Jan Verheesplein                             | Maarheze       |                          |            |
| 1985                  | 't Nonneke                          | Sjeng Caris                                         | Kerkstraat                                   | Budel          |                          |            |
| 1985                  | Verzetsmonument                     | Janus Compen                                        | Dorpsstraat                                  | Soerendonk     |                          |            |
| 1986                  | Monument Antoon Meurkens            | W. Rooijakkers                                      | Waterstraat                                  | Soerendonk     |                          |            |
| 1989                  | Totempaal                           | Theo Sonnemans                                      | Vossenberg                                   | Maarheeze      |                          |            |
| 1991                  | De Zonnespiegel                     | Hanneke Mols-van Gool                               | Tonny van Schaik-Wagenaarplein               | Maarheeze      |                          |            |
| 1994                  | Os Moen                             | Sjeng Caris                                         | Capucijnerplein/Dr. Ant. Mathijsenstraat     | Budel          |                          |            |
| 1995                  | Boer met melkbus                    | Jan Brugman                                         | Sint Corneliusplein                          | Gastel         |                          |            |
| 1996                  | Rollende Kinderen                   | Harry Storms                                        | Van Schaiklaan                               | Soerendonk     |                          |            |
| 1997                  | Oorlogsmonument                     | A. van Hal                                          | Bergsestraat                                 | Gastel         |                          |            |
| 1997                  | Ontmoeting aan het spoor            | Arie Kalisvaart                                     | Vogelsplein                                  | Budel-Schoot   |                          |            |
| 1997                  | Oase                                | Rein de Werdt en Karel Latten                       | St Barbaraweg                                | Budel Dorplein |                          |            |
| 1998                  | De Buulder Bok                      | Netty Govers-Lammers                                | Markt                                        | Budel          |                          |            |
| 2000                  | Pan-monument 1943                   | Projectteam monument Pan                            | Panweg bij Stoeiing                          | Maarheze       |                          |            |
| 2001                  | Het Kluutje                         | Netty Govers-Lammers                                | Markt                                        | Budel          |                          |            |
| 2003                  | De Molensteen                       | Broer van Hal                                       | Molenstraat                                  | Maarheeze      |                          |            |
| 2006                  | De Levensboom                       | Maria Ligia Malavolta                               | Het Hagelkruis                               | Maarheeze      |                          |            |
| 2007                  | Kraanvogel                          | Netty Govers-Lammers                                | Cranendonk                                   | Soerendonk     | Brons                    |            |
| 2010                  | Dorpleinzonnewijzer                 | Frans Soers                                         | St. Barbaraweg / Stationsweg                 | Budel Dorplein |                          |            |
| 2012                  | Grondwaterpeilmeter en Insectenmuur |                                                     | Hoofdstraat                                  | Budel Dorplein |                          |            |
| 2014                  | De Muus                             | Danielle Coeterier                                  | Hoek Stationsstraat en de Smits van Oyenlaan | Maarheeze      |                          |            |
| 2017                  | Crashmonument                       | Wim Ogier en René Vos                               | Asbroekweg                                   | Budel          |                          |            |
| 2018                  | Smalspoor met ’t machientje         |                                                     | Hoofdstraat                                  | Budel Dorplein |                          |            |
| 2019                  | De Toeters                          | Jorrit de Kort                                      | Grootschoterweg                              | Budel-Schoot   | Betonstaal               |            |
| 2023                  | Heiknuuterbeeld                     | Nanouk Weijnen                                      | Prinses Irenelaan                            | Budel-Dorplein |                          |            |
|                       | Lezend meisje                       | Sjeng Caris                                         | Rubenslaan                                   | Budel          |                          |            |
|                       | Vuurtoren                           | Vinh Phuong (met een gedicht van Gerrit Achterberg) | Kijkakkers                                   | Maarheeze      |                          |            |